# JACDEC
Die Abkürzung JACDEC, oder auch J.A.C.D.E.C. steht für Jet Airliner Crash Data Evaluation Centre. Die Autoren Jan-Arwed Richter und Christian Wolf bieten unter diesem Namen ein Flugsicherheits-Ranking von Fluggesellschaften als Dienstleistung an.

## Geschichte und Angebot
Das in Hamburg beheimatete JACDEC wurde 1989 als Projekt zweier Studenten ins Leben gerufen. Der Schwerpunkt ihrer Datenerhebung und -interpretation ist die Sammlung und Aufbereitung von Flugunfallinformationen in der zivilen Luftfahrt. Sämtliche Totalverluste (englisch hull losses) und kritische Zwischenfälle beim weltweiten Flugbetrieb werden dort aufgeführt. Unter anderem leiten sie Auskünfte zur Flugsicherheit aus ihrer seit 1991 aufgebauten Datenbank ab.
JACDEC liefert auch Hintergrundinformationen für Journalisten und Redakteure bei aktuellen Recherchen zu Themen der Flugsicherheit. Der Autor Jan-Arwed Richter arbeitet unter anderem als freier Mitarbeiter für das Luftfahrtmagazin Aero International und liefert Textbeiträge, Bilder und Illustrationen zu Flugunfällen für Tageszeitungen und Verlagsredaktionen.
Auf der englischsprachigen Website finden sich Airline-Rankings und Unfallstatistiken zu einzelnen Fluggesellschaften, Ländern und Flugzeugtypen. Gegen eine Gebühr kann man dort auch tiefergehende Sicherheitsexpertisen zu bestimmten Fluggesellschaften erhalten.

## Statistiken
Die JACDEC-Datenbank dient als Basis für Statistiken zur Häufigkeit der Verluste bei den verschiedenen Flugzeugtypen und Fluggesellschaften. Eine JACDEC-spezifische statistische Maßzahl war der bis 2017 bestehende JACDEC Safety Index (bis 2005: JACDEC Safety Rating), der den Vergleich der Flugsicherheit von Fluggesellschaften ermöglichen sollte. Die Grundidee des Indexes war es, Todesfälle und Flugzeugtotalverluste seit 1973 mit den geflogenen Kilometern mit ertragbringenden Passagieren (Revenue Passenger Kilometers, RPK) in Relation zu setzen. Eine Fluggesellschaft ohne tödliche Unfälle und ohne Flugzeugtotalverlust hatte den Indexwert 0,00 bzw. 0,01. Je höher die Dezimalzahl, desto schlechter der Indexwert.
Dieser Index wurde im Jahre 2010 modifiziert und um eine Nachkommastelle erweitert. Sämtliche Unfalldaten waren nun auf die letzten 30 Jahre vor Berechnung des jeweiligen Jahresindexes beschränkt. Die vorherige Festlegung auf das Jahr 1973 entfiel. Außerdem floss die Mitgliedschaft einer Airline im weltweiten Sicherheitsprogramm IOSA der IATA mit in die Sicherheitsbewertung ein. Der Sicherheitsindex sollte dem Passagier als Anhaltspunkt dafür dienen, welche Unterschiede der Unfallbilanz unter den Fluggesellschaften existieren. Daher beinhaltete der JACDEC Safety Index nur Flüge, bei denen sich zahlende Passagiere an Bord befanden. Fracht-, Trainings-, Test- und Überführungsflüge wurden nicht berücksichtigt. Ebenfalls nicht berücksichtigt wurden Unfälle am Boden, bei denen keine Passagiere an Bord waren.
2013 wurde der Index erneut modifiziert. Als neue Faktoren kamen die Nummer der ernsten Zwischenfälle (serious incident) gegenüber Totalverlusten sowie die Bewertung der Transparenz der länderspezifischen Behörden für Flugunfalluntersuchung hinzu.
Im Jahr 2017 wurde der bisherige Index verworfen und mit dem JACDEC Safety Risk Index eine neue Grundlage für die Bewertung der Sicherheit von Luftfahrtunternehmen geschaffen, die nicht mit den vorhergehenden Indizes vergleichbar ist. In den nun prozentual auf zwei Nachkommastellen genau dargestellten Indexwert fließen 33 Parameter ein, die sich auf die drei Kategorien Unfälle und Zwischenfälle, Umgebungseinflüsse (z. B. Infrastruktur und Wetter) sowie betriebsbezogene Faktoren (z. B. Flottenalter) verteilen. Der bestmögliche erreichbare Wert wäre somit 100,00 %.
JACDEC-Statistiken werden von Zeitungen und in der Werbung zitiert. Ausführliche Sicherheitsbeschreibungen einzelner Fluggesellschaft sind kostenpflichtig zu beziehen.
JACDEC veröffentlicht das jährliche Sicherheitsranking im Luftfahrtmagazin Aero International. Bis 2017 wurden die 60 größten Fluggesellschaften nach Passagierkilometern veröffentlicht, ab 2018 die 100 größten.

### Kritik
Anmerkung: Die Kritik bezieht sich teilweise auf den bis 2017 gültigen Safety Index, teilweise auf den seither gültigen. Umweltfaktoren und Streckenprofile werden beispielsweise im neuen Safety Risk Index berücksichtigt.
- Der JACDEC-Index lässt nur begrenzt Aussagen über den aktuellen Sicherheitsstandard einer Fluggesellschaft zu. So besaß beispielsweise die Fluggesellschaft Adria Airways mit einem Safety Index von 15,721 einen sehr schlechten Wert, obwohl sie seit über 30 Jahren unfallfrei flog.[4]
- Der JACDEC-Index berücksichtigt keinerlei Schuldfrage bei Unfällen. Die statistische Unfallhistorie differenziert nicht nach Unfallursachen. Ob technisches Versagen, menschliche Fehler, Wettereinflüsse oder Terrorismus, alle Unfälle werden als gleiches Risiko für den Fluggast erfasst.
- Auffällig ist, dass die Emirates Airlines mehrfach auf Platz 1 als sicherste Gesellschaft aufgeführt wird, obwohl sie einen Unfall mit Totalverlust einer Boeing 777 und einem Todesopfer im Jahr 2016 verzeichnet hat[12] sowie 2 schwere Beschädigungen von Flugzeugen und mindestens 3 schwere Zwischenfälle. Von den zehn größten Fluggesellschaften weltweit (zu denen Emirates nicht zählt) hatten sechs seit mindestens 10 Jahren keinen einzigen Totalverlust, nämlich Ryanair, United Airlines, China Southern Airlines, China Eastern Airlines (bis 21. März 2022), Easyjet und Lufthansa. Außerdem hatten davon folgende keinerlei Todesopfer im Zusammenhang mit Flugunfällen: American Airlines, Delta Airlines, Turkish Airlines. Dennoch werden sie alle von JACDEC als weniger sicher eingestuft als die reiche, kleinere Emirates Airlines. Es gibt noch weitere Dutzende von Airlines, die keinen einzigen solchen Zwischenfall oder gar Totalverlust zu verzeichnen hatten, die aber allesamt angeblich unsicherer sein sollen als Emirates.
- Das von JACDEC für den Index gewählte Berechnungsverfahren bringt es mit sich, dass eine Fluggesellschaft, die ein schwer beschädigtes Flugzeug nach einem Flugunfall ohne Todesfälle als Totalverlust verschrottet, einen schlechteren Safety Index erhält als wenn die beschädigte Maschine instand gesetzt und weiter betrieben worden wäre.
- Wird eine Airline von einer anderen übernommen, wie es z. B. mit Lauda Air und Austrian Airlines der Fall war, fällt die Unfallbilanz der übernommenen Airline komplett weg.[13] Der Absturz von Lauda-Air-Flug 004 hatte daher keine Auswirkung auf den Index der Austrian Airlines.
- Der Safety Index berücksichtigte nicht, ob eine Fluggesellschaft überwiegend Kurz- oder Langstrecken fliegt. Während eine Langstreckenmaschine täglich viele Stunden im statistisch sicheren Reiseflug verbringt, führt eine Kurzstreckenmaschine im gleichen Zeitraum zahlreiche Starts und Landungen durch, die ein ungleich höheres Unfallrisiko bergen.[14]
- Der JACDEC-Index berücksichtigt nur Flugleistungen und Unfälle der letzten 30 Jahre. Alle früheren Totalverluste bzw. Todesopfer der Fluggesellschaften entfallen.
- Neu gegründete Gesellschaften erhielten automatisch den Bestwert 0,000, was Vergleiche mit etablierten Fluggesellschaften erschwerte.[15]